# Франконска Юра
Франконска Юра или Франконски Алб (на немски: Frankischer Jura, Fränkische Alb) е куестова нископланинска верига в Южна Германия, провинция Бавария, явяваща се североизточната част на Швабско-Франконска Юра в Швабско-Франконския басейн.

## География

### Разположение, граници
Франконска Юра представлява изпъкнала на югоизток дъга и се простира от север на юг, а след това на югозапад на протежение около 200 km. На север достига до долината на река Майн, на юг до долината на Дунав, на запад е ограничена от Нюрнбергската котловина, а на изток долината на река Наб (ляв приток на Дунав) я отделя от Чешката гора. На югозапад долината на река Вьорниц (ляв приток на Дунав) я отделя от масива Швабска Юра.

### Геоложки стоеж
Осовата зона на Франконска Юра е изградена от юрски варовици и доломити със силно развити карстови форми, а периферните ѝ части – предимно от кредни пясъчници и шисти. На основата на този геоложки строеж най-северната ѝ част (т.нар. Франконска Швейцария) е известна със своите причудливи скални образувания.

### Релеф
Западните и северозападните склонове на масива, обърнати към Нюрнбергската котловина, са стръмни и сълно разчленени, а източните и югоизточните – полегати. Билните ѝ части са платообразни, над които се издигат куполовидни върхове. Най-високият връх е Попберг (657 m), издигащ се в средната ѝ част. На север във Франконска Швейцария най-високата точка е връх Хоенщайн (636 m). В зависимост от геоложките и геоморфоложки особености Франконска Юра се дели на три части – Северна (т.нар. Франконска Швейцария) между реките Майн на север и Пегниц на юг; Средна – между реките Пегниц на север и Алтмюл на юг и Южна – между реките Алтмюл на изток и Верниц на запад. Този последен участък от своя страна се дели на два района, разделени от проломната долина на река Алтмюл.

### Води
Реките, водещи началото си от Франконска Юра, принадлежат към басейните на реките Дунав и Рейн, респективно Майн. Към Дунав се стичат реките Усел, Шутер, Аншлаутер, Шварцах, Вайсе Лабер, Шварце Лабер, Лаутерах и др., а към басейна на Майн принадлежат Редниц с десните си притоци Шварцах, Пегниц, Швабах, Визент и др.

### Растителност
Склоновете и билните части на планината са заети от букови и иглолистни гори, храсталаци, ливади, пасища и пустеещи земи по най-високите части.

## Градове
Билните части и склоновете на планината са слабо населени, но в подножията ѝ са разположени множество населени места – Бамберг, Байройт, Амберг, Наймаркт, Айхщет, Вайсенбург и др.